# カルナウバロウ

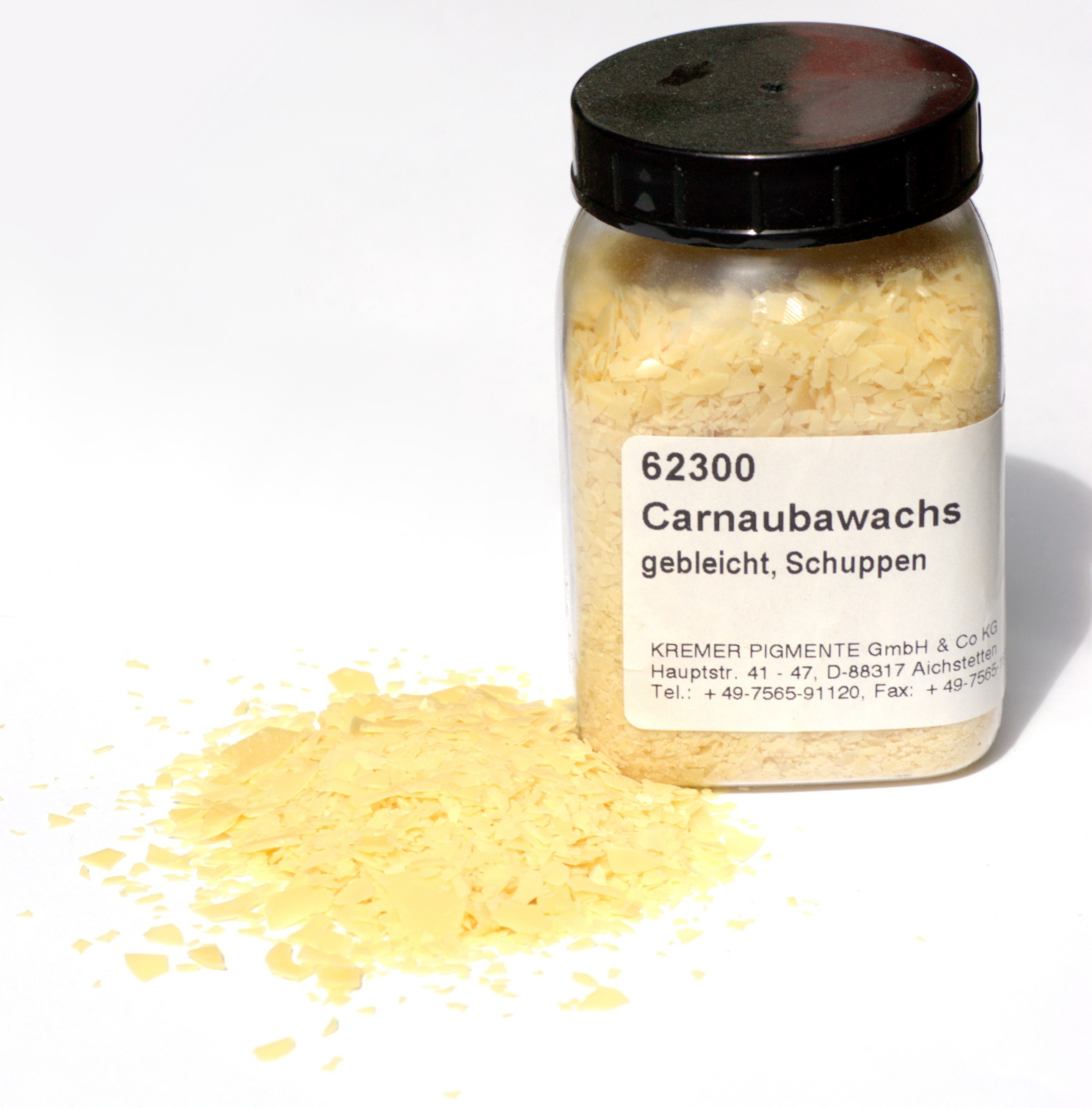
カルナウバロウ

カルナウバロウ（カルナウバ蝋、英語: Carnauba wax）、あるいはカルナバロウ（カルナバ蝋）は、ブラジルの北東部にあるピアウイ州、セアラー州、マラニョン州、バイーア州、リオグランデ・ド・ノルテ州のみに自生するブラジルロウヤシの葉から得られるロウである。ロウの女王（queen of waxes）として知られ、純粋なものは黄茶色の薄片状である。ブラジルロウヤシの葉を集め、乾燥させ、叩いてロウを剥がし、精製、漂白して作る。食品添加物としてのE番号は、E903である。

## 組成

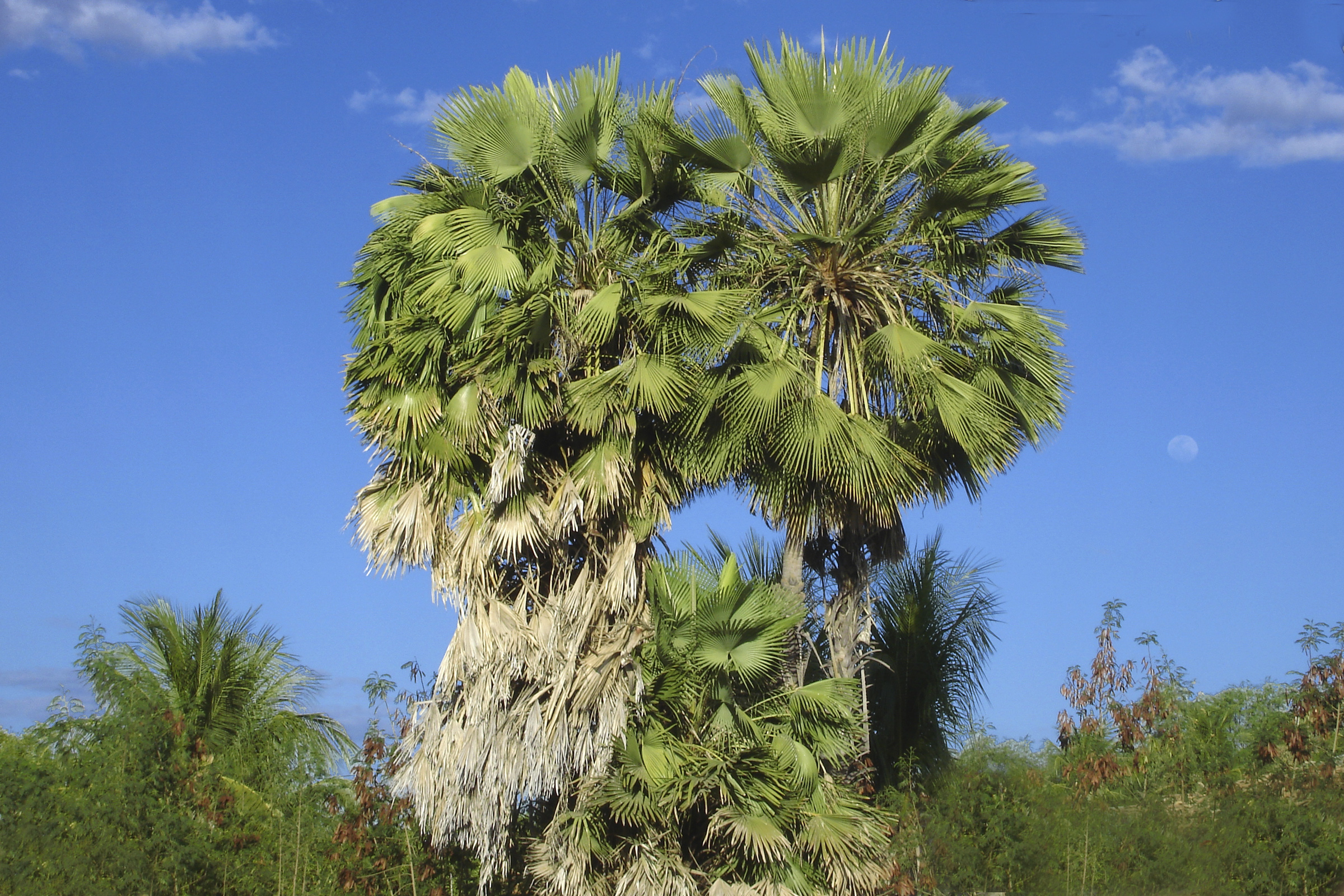
ブラジルロウヤシ

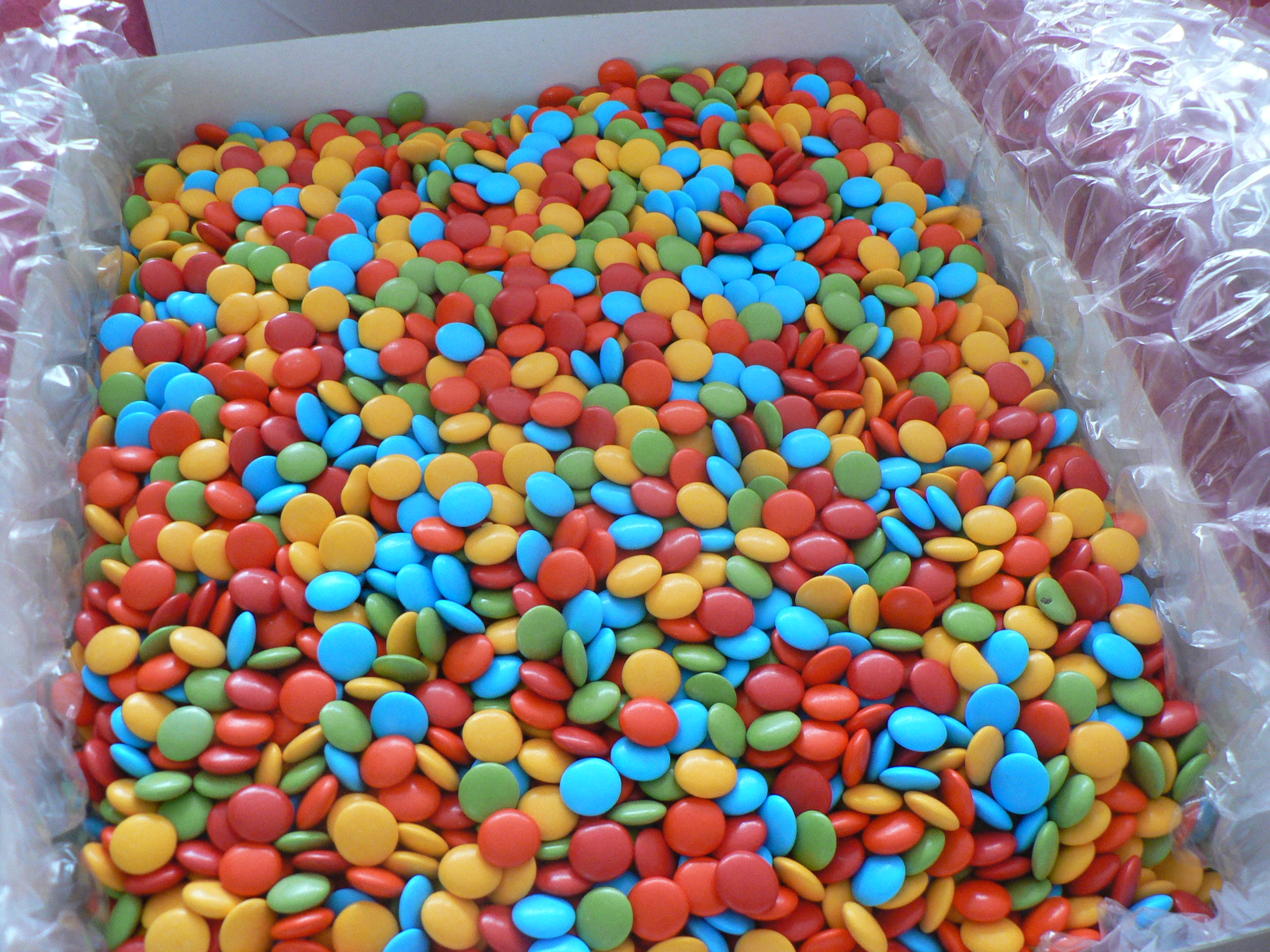
カルナウバロウでコーティングしたキャンディ

脂肪族エステル (40 wt%)、4-ヒドロキシケイ皮酸のジエステル (21.0 wt%)、ω-ヒドロキシカルボン酸 (13.0 wt%)、脂肪族アルコール (12 wt%) 等から構成される。これらの化合物は、主に炭素数が26-30の範囲の酸やアルコールの誘導体である。特徴は、ジエステルとメトキシケイ皮酸の含量の多さである。
純度によって、T1,T3,T4のグレードで販売される。濾過、遠心分離で精製の後、漂白される。

## 利用
カルナウバロウは特に蜜蝋やテレビン油と混合して、自動車用ワックス、靴墨、デンタルフロス、菓子等の食品、研磨剤、床や家具のワックス等として使用される。アメリカ合衆国で最も一般的な用途は、塗工紙である。純度が高いものは、1960年代初頭から、海水中での速度と操作性の向上のため、スピードボートの船体に用いられてきた。また、ココナッツ油と混合してサーフボード用のワックスの主原料としても用いられる。
輝きに加え、低刺激性で保湿効果があることから、口紅、アイライナー、マスカラ、アイシャドー、ファンデーション、デオドラント、スキンケア、日焼け止め等の多くの化粧品の材料に用いられる。
パイプの最適な仕上げ材であり、木を磨くと光沢が出る。この光沢は、使い込むと剥がれるのではなく、鈍ってくる。
単体で使うと脆いため、しばしば蜜蝋等と混合し、皮製品に光沢と防水をもたらすとともに、硬さと耐久性を増す。
錠剤の被覆に用ることで、患者が嚥下しやすくなる。0.01%以下という非常に少量で効果がある。
1890年、チャールズ・テインターは、パラフィンと蜜蝋の混合物の代わりにカルナウバロウを蝋管に用いる特許を取得した。
繊維強化プラスチックの製造においては、離型剤として用いられる。カルナウバロウを溶媒に溶かして、エアロゾル離型剤を作る。シリコーンやポリテトラフルオロエチレンと異なり、カルナウバロウは液体エポキシ、エポキシ樹脂封止材、その他のプラスチック等に適しており、それらの性質を向上させる。カルナウバロウは、塩化または芳香族炭化水素にはあまり溶けない。
トリメチレントリニトロアミンとトリニトロトルエンを共融させたコンポジションB等の爆発物の製造にも用いられる。

## 製造と輸出
2006年、ブラジルでは22,409トンのカルナウバロウが製造され、その14%が固体、86%が粉末であった
。ブラジル国内には20-25のカルナウバロウの輸出業者があり、仲買人から買い付けるか、農家から直接購入する。輸出業者は、輸出の前に精製を行う。4大輸出業者は、Pontes、Brasil Ceras、Foncepi、Carnauba do Brasilであり、合わせて約2500万ユーロを取り扱う。ドイツのテレビ番組Markencheckによると、カルナウバロウ製造の労働環境は非常に悪い。ブラジル労働雇用省の担当者は、その環境を「奴隷と呼べるもの」と語る。ブラジル開発工業貿易省によると、カルナウバロウの主な輸出先は、以下のとおりである。
- アメリカ合衆国 - 25%
- 日本 - 15-25%
- ドイツ - 10-15%
- オランダ - 5%
- イタリア - 5%
- その他 - 18%

## 性質
- 化粧品原料国際命名法上の名前は、Copernicia cerifera (carnauba) wax
- 融点は82-86℃で、蜜蝋の62-64℃よりも高く、天然のロウで最も高い。
- 相対密度は、約0.97
- 天然のロウで最も硬い
- 水やエタノールにはほぼ溶けず、温かい酢酸エチル、キシレンには溶ける。